# Quem di diligunt, adolescens moritur
 Quem di diligent, adolescens moritur  лат. (изговор: квем ди дилигент, адолесценс моритур).  Кога богови воле, умире млад. (Плаут)

## Поријекло изреке
Смислио и изрекао у смјени трећег и другог вијека прије нове ере један од највећих римских писаца комедија,  Плаут.

## Тумачење
Изрека се каже када се хоће ублажити неправедан и неприродан редослијед догађаја. (Прво умире млађи-једино божја воља ово може да оправда!)